# Niki Yang
Niki Hyun Yang (nascuda com Hyun Jeong Yang; Hangul: 양현정; RR: Yang Hyeonjeong a Seül, Corea del Sud; 8 de juny de 1985; algunes fonts indiquen la data de naixement el 19 de setembre de 1982) és una animadora i actriu de doblatge sud-coreana, nacionalitzada estatunidenca. Després de graduar-se de la Universitat de Hongik i després en l'Institut de les Arts de Califòrnia, on hi estudià animació, va ser una artista storyboard de Family Guy abans de traslladar-se als Frederator Studios. És coneguda principalment per interpretar als personatges de BMO i Arcoiris (Lady Rainicorn en anglès) a la sèrie d'animació Adventure Time.

## Filmografia
| Any             | Títol               | Personatge       | Notes |
| --------------- | ------------------- | ---------------- | --- |
| 2008            | Random! Cartoons    | Conejo Bebé      | Episodi: "Las Dos Hermanas de la Bruja"                                                                     |
| 2010–2018       | Adventure Time      | Arcoíris/BMO     | Rol principal; Personatge recurrent, parla només en coreà; Cartoon Network Sèrie Animada de Cartoon Network |
| 2012–2016       | Gravity Falls       | Candy Chiu       | Personatge secundari; Sèrie Original de Disney Channel                                                      |
| 2014            | TripTank            | Michiko          | Personatge recurrent; Adolescent de Flor Mata el equipo VA!                                                 |
| 2015-actualitat | Escandalosos        | Mare de Chloe    | Episodis: "Mi Clique" i "Chloe y Panda"                                                                     |
| 2015            | Yoyotoki Happy Ears | Creador del show | Sèrie Original d'Amazon                                                                                     |

### Escriptora a
- Family Guy
- Slacker Gats
- Fanboy i Chum Chum
- Adventure Time
- Fish Hooks
- Gravity Falls
- Bravest Warriors (mini-episodi: "Moo-Fòbia")
- Clarence